# E-bus (Movia)
|  | Denne artikel handler om hurtige buslinjer hos Movia. For det lignende koncept hos Nordjyllands Trafikselskab, se E-bus (Nordjyllands Trafikselskab). E-bus kan også betyde elektrisk bus, der oplades ved endestationerne eller om natten. |
E-busser (oprindeligt ekspresbusser) er hurtige buslinjer drevet af Movia, der kun stopper få steder undervejs, og som kun kører i dagtimerne på hverdage. Konceptet blev oprindeligt indført af HT i 1976 men blev relanceret af Movia i 2016. Siden 21. oktober 2024 findes der seks E-buslinjer i Region Hovedstaden. Yderligere én er blevet nedlagt siden relanceringen, mens tre andre var planlagte men aldrig blev oprettet. I Region Sjælland fandtes der én E-buslinje fra 12. december 2021 til 26. juni 2023. E-buslinjerne har tocifrede linjenumre, som ender på 0 eller 5, med et E bagefter. På stoppesteder og trafikkort er linjerne er markeret med mørkegrøn farve, ligesom nogle af busserne også har mørkegrønne hjørner.
Movia har desuden et andet ekspresbuskoncept i Hovedstadsområdet, S-busser, der i modsætning til E-busserne kører det meste af eller hele døgnet alle dage. Nogle af E-buslinjerne fungerer som supplement til S-buslinjerne.

## Historie
Ekspresbuslinjerne blev indført af det daværende Hovedstadsområdets Trafikselskab (HT) 26. september 1976 med linje 75E mellem Rådhuspladsen og Gammel Holte og 122E mellem Valby st. og Køge st. som de første. HT havde i forvejen kort efter sin oprettelse i 1974 indført konceptet hurtigbusser, der var hurtige udgave af eksisterende linjer, for eksempel linje 5H til supplering af linje 5. Ekspresbusserne var derimod direkte linjer med få stop og egne linjenumre og var således i princippet mere uafhængige. I praksis var forskellen dog ikke så stor, og begge typer busser benyttede da også samme mørkegrønne farve på skilte og lignende. Ved overgangen til sommerkøreplanen i 1989 tog man derfor konsekvensen og ændrede hurtigbusserne til eller erstattede dem med ekspresbusser, så linje 5H for eksempel blev erstattet af linje 17E. Tilsvarende blev de senere oprettede pendulbusser omdannet til ekspresbusser 11. januar 2009, således at for eksempel linje 590P blev til 590E.
Fælles for ekspresbusserne var og er, at de kendetegnes ved mørkegrøn farve på trafikkort og stoppestedsstandere og linjenumre, som slutter på "E". Indtil matrix- og diodeskilte begyndte at afløse rullefilm sidst i 1990'erne, blev der også benyttet grøn baggrund til destinationsskiltene på busserne. Busserne selv var til gengæld i det almindelige gule design uden særlige markeringer, sådan som S-busserne fra 1990 oprindeligt havde det med blå/hvide striber i tagkanten, og A-busserne fra 2002 fik det med røde hjørner.
Med tiden blev E-busserne til en noget rodet affære, hvor det kunne være svært at se, hvad E'et egentlig dækkede over. Den overordnede koncept kunne måske nok siges at være kørsel med få stop undervejs og som regel kun i myldretiderne og kun på hverdage, men i praksis forekom der både linjer med stop ved alle stoppesteder og linjer med kørsel mellem myldretiden. Linje 226E og 231E, der blev oprettet 12. december 2010, standsede for eksempel ved alle stoppesteder og skilte sig kun ud fra almindelige linjer ved kun at køre mandag-fredag i myldretiderne. Modsat var der så for eksempel linje 330E, der blev oprettet 6. april 2010 til supplering af linje 300S i dagtimerne. De to linjer kørte ad næsten samme strækning mellem Ishøj Station og Nærum Station, men linje 330E betjente ikke stationerne i Lyngby og Glostrup og havde færre stop end 300S. Denne linje havde i øvrigt også tidligere eksisteret som ren myldretidslinje fra 1993 til 1995 under navnet 303S, og fra 1995 til 2006 under navnet 174E.

## Relancering af E-bus-konceptet i 2016
I marts 2015 afleverede COWI et notat til Movia og Region Hovedstaden med forslag til nye og ændrede regionale buslinjer i regionen, som den havde overtaget det økonomiske ansvar for 1. januar 2015. Notatet var blevet til på baggrund af analyser af den eksisterende betjening, rejsemål og pendling i regionen. De regionale rejsemål, der var relevante i denne forbindelse, omfattede især sygehuse, uddannelsessteder og erhvervsområder. Nogle af disse lå tæt på jernbane- og metrostationer, mens andre lå noget længere fra. På baggrund af analyserne og beregninger blev der så fundet en række strækninger og trafikale korridorer, hvor der var grundlag for forbedringer af busdriften, for eksempel fordi der var mange pendlere. Passagertallene for de mulige nye linjer disse steder blev typisk skønnet ud fra gennemsnittet af forholdstallet på flere S-buslinjer, ligesom passagerindtægterne også blev skønnet ud fra gennemsnittet der. Udgifterne blev beregnet ud fra skønnet køretid, tillæg for endestationsophold og hvor mange busser, der skulle bruges.
Som en del af notatet lagdes der op til et nyt E-bus-koncept. E-busserne skulle så vidt muligt køre direkte i modsætning til andre linjer, der kørte omveje for at betjene for eksempel terminaler. E-busserne kunne dog godt betjene nogle terminaler. De skulle desuden primært køre på tværs af banenettet og Storkøbenhavns fingre og give forbindelser, der ikke fandtes i forvejen. Derudover skulle de være rettet mod pendlere, hvilket betød at de kun skulle køre på hverdage men til gengæld mindst hvert 20. minut og gerne hvert 10. minut.
Mere konkret lagdes op til følgende nye E-buslinjer:

| Arbejdstitel | Linjeføring                                                                                            | Formål og bemærkninger | Virkelighed                                                                                |
| ------------ | --- | --- | ------------------------------------------------------------------------------------------ |
| 163E         | Hellerup st. - Kildegårds Plads - Stengården st. - Lautrupparken - Malmparken st.                      | Direkte forbindelse mellem Hellerup, Gentofte, Bagsværd og Lautrupparken med mange arbejdspladser.                                            | Ikke oprettet.                                                                             |
| 175E         | Skodsborg st. - Nærum st. - DTU - Bagsværd st. - Malmparken st. - Høje Taastrup st. - City 2           | Direkte forbindelse til erhvervsområder i Bagsværd og Lautrupparken og forbindelse mellem DTU-uddannelser.                                    | Oprettet som linje 40E, men med endestation ved Høje Taastrup st. i stedet for ved City 2. |
| 371E         | Allerød st. - Farum st. - Værløse st. - Lautrupparken - Malmparken st.                                 | Hurtig forbindelse for pendlere mellem Allerød, Farum, Værløse og Farum.                                                                      | Oprettet som linje 55E.                                                                    |
| 372E         | Skibby - Lyngerup - Frederikssund - Hillerød st. - Nordsjællands Hospital, Hillerød                    | Direkte forbindelse fra Skibby til sygehuse, uddannelser og erhvervsområder i Frederikssund og Hillerød.                                      | Oprettet som linje 65E.                                                                    |
| 450E         | Herstedvester - Fabriksparken - Jyllingevej st. - Nørrebro st. - Tagensvej - Nørreport st.             | Hurtig forbindelse for pendlere mellem boliger og arbejdspladser i Herstedvester, Ejby. mv. og på Nørrebro.                                   | Ikke oprettet.                                                                             |
| 550E         | Herstedvester - Albertslund - Hvidovre Hospital - Ny Ellebjerg st. - Tårnby st. - Dragør Stationsplads | Bedre forbindelse mellem Dragør og banenettet kombineret med forslag fra Trængselskommissionen om linje mellem Herstedvester og Ny Ellebjerg. | Ikke oprettet.                                                                             |

Notatet gav efterfølgende grundlag for et forslag til trafikbestilling for 2016 til Region Hovedstaden, hvor der blev lagt op til en relancering af E-busnettet. E-busserne skulle være ekspresbusser i form af hurtige og direkte forbindelser, der kun betjente udvalgte stoppesteder undervejs. De skulle være rettet mod pendlere og især køre i myldretiderne mellem bolig og arbejde hhv. uddannelse. De skulle desuden have deres eget logo, og linjenumrene skulle efterfølges af et E. De karakteristika passede på de eksisterende linjer 173E og 330E, der derfor blev foreslået bibeholdt. Desuden skulle linje 175E, 371E og 372E oprettes som foreslået i notatet.
Forslaget endte med at blive omsat i praksis. I første omgang betød det, at alle de hidtidige E-buslinjer med undtagelse af 173E og 330E fik frataget E'et ved køreplansskiftet 13. december 2015, så for eksempel linje 153E blev til linje 153. Desuden skiftede de almindelige buslinjer 30 og 40 numre til henholdsvis 34 og 37 for at frigøre deres numre til E-buslinjerne, der i den endelige udgave endte med at få numre, der endte på 0 eller 5. Selve relanceringen fandt sted ved det næste køreplansskift 27. marts 2016 med praktisk virkning fra 29. marts 2016. I tiden op til relanceringen blev busserne forsynet med mørkegrønne hjørner i stil med A-busserne røde hjørner og S-bussernes i mellemtiden blå hjørner.
Relanceringen medførte at linje 173E skiftede nummer til 15E men i øvrigt kørte uændret fra Nørreport st. ad Lyngbyvej og Helsingørmotorvejen til Forskerparken i Hørsholm. Den supplerede linje 150S i myldretiderne mellem Nørreport st. og Hørsholm. Linje 330E skiftede nummer til 30E og kom til at køre fra Ishøj st. ad Ring 3 til Lyngby og derfra til en ny endestation hos DTU. Den supplerede som hidtil linje 300S i dagtimerne på hverdage og stadig uden at køre ind omkring Glostrup st. og Lyngby st.
Samtidig oprettedes så de tre nye linjer som 40E, 55E og 65E. Linje 40E kom til at køre fra Høje Taastrup st. via Malmparken st. og Bagsværd st. til Lyngby, hvorfra den fortsatte via DTU til Skodsborg st., idet hver anden tur dog vendte ved DTU. Den nye linje supplerede linje 400S mellem Høje Taastrup st. og Lyngby i dagtimerne på hverdage men kørte udenom Ballerup st. og Lyngby st. Linje 55E kom til at køre fra Malmparken st. via Værløse st. og Farum til Allerød st. i dagtimerne på hverdage. Linje 65E kom til at køre fra Skibby via Onsved og Frederikssund til Hillerød st. og det psykiatriske hospital i myldretiderne.

### Senere ændringer
I de følgende år skete der af og til lokale ændringer og midlertidige omlægninger. Til de større ændringer hørte, at linje 65E blev afkortet fra det psykiatriske hospital til Hillerød st. 30. januar 2017. 6. august 2017 blev den omlagt via Frederikssund st., og samtidig blev driften udvidet, så linjen også kom til at køre mellem myldretiderne. 10. december 2017 ændredes linje 30E og 40E ved DTU fra sløjfekørsel ad Lundtoftegårdsvej - endestation ved bygning 118 - Knuth-Wintherfeldts Allé til kørsel i begge retninger ad Lundtoftegårdsvej til ny endestation ved bygning 119. 31. oktober 2019 omlagdes de til en ny endestation på Rævehøjvej. 9. august 2020 blev linje 30E indskrænket til kun at køre i myldretiderne; den blev dog atter udvidet til at køre på hverdage i dagtimerne fra sensommeren 2021. Linje 55E blev reduceret til blot at have myldretidskørsel fra 13. december 2020.
I 2020 begyndte linje 30E, 40E og flere andre linjer at blive påvirket af anlæggelsen af Hovedstadens Letbane på Ring 3 i form af flere midlertidige omlægninger. I sommeren 2022 havde arbejderne påvirket fremkommeligheden på linje 300S og 30E så meget, at det var gået udover passagertallene. For at stabilisere driften blev den derfor koncentreret på linje 300S, mens linje 30E blev inddraget med sidste driftsdag 5. august 2022. Sammenlægningen medførte samtidig, at der kom et ensartet standsningsmønster på de to linjers fællesstrækninger, hvor linje 30E trods færre stop her alligevel ikke kom hurtigere frem. Linje 300S bliver nedlagt, når letbanen åbner fuldstændigt i 2026.
12. december 2021 oprettedes der en E-buslinje i Region Sjælland i form af linje 80E fra Næstved Station via Slagelse Sygehus til Slagelse Station. Linjen etableredes som et forsøg på at give direkte forbindelse mellem Næstved og Slagelse Sygehus med kollektiv trafik. I forhold til den eksisterende linje 480R mellem Næstved og Slagelse med skift til linje 901 til sygehuset sparedes der ca. 30 minutter. Linje 80E blev nedlagt ved køreplansskiftet 25. juni 2023.
Oprindeligt var det som nævnt meningen, at E-busserne skulle have grønne hjørner, men det blev efterhånden opgivet. Da en ny kontrakt trådte i kraft for linje 55E og 65E 15. oktober 2023 skulle busserne således være helt gule, hvilket betød at de også kunne bruges på almindelige linjer. Til gengæld skulle destinationsskiltene på de to linjer som noget nyt kunne vise linjenummer i hvid på grøn baggrund. På linje 15E skulle busserne til gengæld have blå hjørner ligesom på linje 150S i forbindelse med et kontraktskift 24. marts 2024. Ved samme lejlighed blev linje 15E afkortet fra Forskerparken til DTU, Rævehøjvej, mens linje 150S til gengæld blev omlagt via Forskerparken. Det er muligt, at linje 15E senere vil blive helt indlemmet i linje 150S.
13. november 2023 oprettedes linje 70E mellem Humlebæk Station og Bavarian Nordics afdeling i Kvistgård. Bavarian Nordic ønskede at forbedre forbindelsen med kollektiv trafik for deres medarbejdere og henvendte sig om det til Helsingør Kommune. Det endte med, at virksomheden selv finansierede buslinjen via kommunen. Det var før sket, at en virksomhed havde betalt for udvidet drift på en eksisterende linje, men det var første gang, der helt betaltes for en. Linjen kører kun i myldretiderne, og køreplanen er tilpasset mødetiderne hos Bavarian Nordic. Bussen kan vente op til ni minutter, hvis togene er forsinkede. Derudover er der dog tale om en almindelig buslinje, der kan benyttes af alle og med de sædvanlige takster.
20. oktober 2024 oprettedes på tilsvarende vis linje 60E mellem Hillerød st. og Novo Nordisks afdeling i den vestlige del af byen. Linjen supplerer linje 600S, som den kører skiftevis med i myldretiderne. Med kvarterdrift på hver linje betyder det, at Novo Nordisk ansatte og gæster får bus hver 7,5 minut. Linjen er finansieret af Novo Nordisk men kan benyttes af alle. Den er etableret i et partnerskab med Movia og Hillerød Kommune. Etableringen blev derfor markeret ved, at Hillerøds borgmester Kirsten Jensen og Kristina Lee fra Novo Nordisk sammen klippede et grønt bånd om morgenen 22. oktober 2024.

## Linjer
Af de i alt otte E-buslinjer som er blevet oprettet siden relanceringen i 2016, eksisterer de seks stadigvæk i form af de oprindelige linjer 15E, 40E, 55E og 65E samt de senere oprettede 60E og 70E. Fra 2016 til 2022 fandtes der desuden en linje 30E, samt fra 2021 til 2023 en linje 80E.
| Linje | Oprettet          | Rute | Operatør                                      | Bemærkninger                                                                  |
| ----- | ----------------- | --- | --------------------------------------------- | ----------------------------------------------------------------------------- |
| 15E   | 27. marts 2016    | Nørreport st. - Nørre Allé - Ryparken st. - Lyngbyvej - Helsingørmotorvejen - DTU, Rævehøjvej | Umove, Bagsværd og Kvistgård                  | Oprindeligt oprettet som linje 173E 31. maj 1987. Kun i myldretiderne.        |
| 40E   | 27. marts 2016    | Høje Taastrup st. - Motorring 4 - Hedegårdscentret - Malmparken st. - Lautrupparken - Bagsværd st., Bindeledet - Lyngby st. - Rævehøjvej, DTU - Nærum st. - Skodsborgvej - Skodsborg st., Bøllemosevej. | Nobina, Glostrup og De Blaa Omnibusser, Holte | Hver anden tur ender ved DTU, Rævehøjvej.                                     |
| 55E   | 27. marts 2016    | Malmparken st. - Lautrupparken - Nordbuen - Egebjergvej - Værløse st., under broen - Fiskebækvej - Farum Bytorv - Frederiksborgvej - Allerød st.                                                        | DitoBus, Hillerød                             | Kun i myldretiderne.                                                          |
| 60E   | 20. oktober 2024  | Hillerød st. - Milnersvej - Peder Oxes Vej - Jernaldervejen | DitoBus, Hillerød                             | Kun i myldretiderne. Finansieres af Novo Nordisk men kan benyttes af alle.    |
| 65E   | 27. marts 2016    | Skibby, Bymidten - Skibbyvej - Lyngerup - Lyngerupvej - Frederikssund st. - Frederiksborgvej - Freerslev - Peder Oxes Allé - Milnersvej - Hillerød st.                                                  | DitoBus, Skibby                               | Timedrift i dagtimerne.                                                       |
| 70E   | 13. november 2023 | Humlebæk st. - Kvistgård st. - Bavarian Nordic | Umove, Kvistgård                              | Kun i myldretiderne. Finansieres af Bavarian Nordic men kan benyttes af alle. |

### Nedlagte linjer
| Linje | Oprettet          | Nedlagt        | Rute ved nedlæggelsen | Operatør                        | Bemærkninger                                       |
| ----- | ----------------- | -------------- | --- | ------------------------------- | -------------------------------------------------- |
| 30E   | 27. marts 2016    | 7. august 2022 | Ishøj st. - Vallensbæk st. - Søndre Ringvej - Nordre Ringvej - Ringvejsbroen (Herlev st.) - Herlev Ringvej - Gladsaxe Ringvej - Buddingevej - Buddinge st. - Lyngby st. - Anker Engelunds Vej - Rævehøjvej, DTU. | Nobina, Glostrup                | Oprindeligt oprettet som linje 330E 6. april 2010. |
| 80E   | 12. december 2021 | 25. juni 2023  | Slagelse Station - Slagelse Sygehus - Næstved Station | DitoBus, Slagelse og Fuglebjerg | Timedrift i dagtimerne.                            |

## Passagertal
Nedenfor er passagertallene for E-buslinjerne gengivet for årene 2021-2024. I 2024 havde E-buslinjerne 2,1 mio. passagerer tilsammen. Til sammenligning havde alle Movias linjer 171,8 mio. passagerer i 2024, hvoraf E-busserne altså stod for 1,2 %. I 2021 var passagertallene påvirket af coronaviruspandemien.
Passagerne tælles stikprøvevis ved hjælp af såkaldte tællebusser, der er udvalgte busser med indbygget computer, der blandt andet tæller antallet af passagerer, der står på og af. Konceptet med tællebusser er ikke specielt for E-busserne men blev indført generelt efter forsøg med det i begyndelsen af 1980'erne. I 2008 var der 92 tællebusser i hele Hovedstadsområdet, der var indsat, så alle ture blev talt mindst en hverdag om måneden og tilsvarende for lørdag og søndag hvert kvartal. Ved den efterfølgende opregning af tallene tilføjes desuden ekstrakørsel og et tillæg for 0-2-årige børn, der ikke tælles automatisk.
| Linje | 2021      | 2022      | 2023      | 2024      | Bemærkninger                                       |
| ----- | --------- | --------- | --------- | --------- | -------------------------------------------------- |
| 15E   | 422.534   | 619.347   | 716.852   | 562.894   | Afkortet 24. marts 2024.                           |
| 30E   | 402.774   | 302.692   | -         | -         | Nedlagt 7. august 2022.                            |
| 40E   | 550.428   | 836.004   | 959.519   | 1.041.700 |                                                    |
| 55E   | 130.508   | 204.784   | 247.734   | 277.425   |                                                    |
| 60E   | -         | -         | -         | 48.863    | Oprettet 20. oktober 2024.                         |
| 65E   | 96.674    | 129.202   | 135.489   | 138.134   |                                                    |
| 70E   | -         | -         | 1.164     | 19.385    | Oprettet 13. november 2023.                        |
| 80E   | 4.200     | 20.936    | 12.129    | -         | Oprettet 12. december 2021. Nedlagt 25. juni 2023. |
| I alt | 1.607.118 | 2.112.964 | 2.072.888 | 2.063.969 |                                                    |

### Galleri
- Linje 15E på Fredensgade.
- Linje 30E ved Lyngby Station.
- Linje 40E på Klampenborgvej nær Lyngby Storcenter.
- E-busnettets nyeste bustype, en Volvo B0E som linje 55E ved Malmparken Station
- Linje 55E ved Malmparken Station.
- Linje 65E i Lyngerup.
- Linje 80E, inden afgang fra Slagelse station